# Жан Лапланш
Жан Лапланш (на френски: Jean Laplanche) е френски автор, теоретик и психоаналитик, известен най-вече с работата си върху психосексуалното развитие и теорията за съблазняването на Фройд.
Лапланш пише повече от дузина книги върху психоаналитичната теория. Списание „Радикална философия“ го описва като „най-оригиналния и философски информиран психоаналитичен теоретик в днешно време“. Той управлява няколко години Chateau de Pommard, френска винарна, където живее с жена си Надин.
През 1983 г. той събира преводачески екип, състоящ се от Андре Бургиньон, Пиер Котет, Франсоа Робер, Ален Рози и Жанен Алтунян, за подготовка на френско издание на Събрани съчинения на Зигмунд Фройд. Първият том, с номерация XIII, излиза от печат през 1989 г.
Почетен доктор е на Лозанския, Буеносайреския и Атинския университет.
Умира в болница в Бон, град в южната част на департамента Кот д'Ор, регион Бургундия-Франш Конте, след белодробна фиброза, на 6 май 2012 г.